# Atlético Ottawa
O Atlético Ottawa é um clube canadense de futebol profissional com sede em Ottawa, Ontário. O clube compete na Canadian Premier League e disputa seus jogos em casa no TD Place Stadium.

## História
De 2014 a 2019, o Ottawa Fury competiu em ligas de futebol americanas.  O clube foi dissolvido após a temporada de 2019 devido a questões de sanção associadas à competição nos Estados Unidos com o surgimento da Canadian Premier League.  Isso deixou Ottawa sem um time de futebol profissional para a temporada 2020. 
Em 29 de janeiro de 2020, foi anunciado que Ottawa havia sido escolhida como a primeira equipe de expansão da Premier League do Canadá pertencente ao clube espanhol Atlético de Madrid, com o empresário de Ottawa Jeff Hunt como parceiro estratégico.  O clube estreou na temporada 2020 da Canadian Premier League. Hunt confirmou à CBC News que o time seria chamado de Atlético Ottawa.  Mista, ex-jogador espanhol foi anunciado como primeiro treinador.

## Estádio

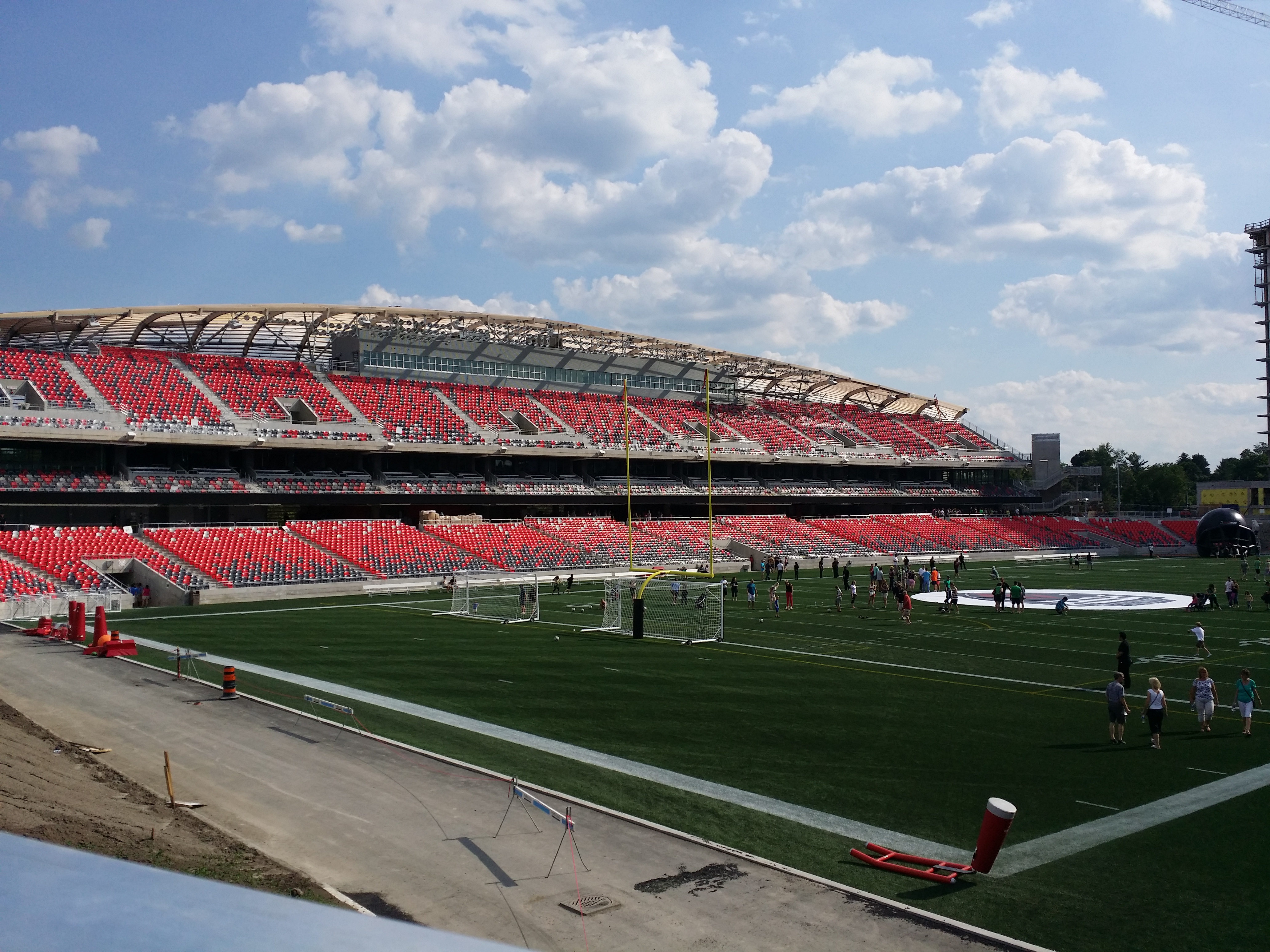
TD Place Stadium em 2014

O Atlético Ottawa joga no TD Place Stadium, em Lansdowne Park, no bairro de The Glebe, em Ottawa. Ele é compartilhado com o time de futebol canadense Ottawa Redblacks e foi o estádio do Ottawa Fury. 
O estádio também sediou nove partidas da Copa do Mundo Feminina da FIFA 2015 . 

## Elenco atual
Atualizado em 10 de abril de 2022.

### Jogadores emprestados
Atualizado em 10 de abril de 2022.

#### Para o Atlético Ottawa
| N.º | Posição  | Nome               | Equipe            |
| --- | -------- | ------------------ | ----------------- |
| 4   | Defensor | Diego Espejo       | Atlético Madrid B |
| 11  | Atacante | Vladimir Moragrega | Atlético San Luis |

## Administração atual
| Comissão técnica      | Comissão técnica |
| --------------------- | ---------------- |
| Técnico               | Carlos González  |
| Assistente técnico    | David Galán      |
| Treinador de goleiros | Borja Montero    |
| Direção               |                  |
| CEO                   | Fernando Lopez   |
| Presidente            | Jeff Hunt        |